# The Return (film 1914)
The Return è un cortometraggio muto del 1914 diretto da Webster Cullison.

## Produzione
Prodotto dalla Eclair American, il film venne girato a Tucson, in Arizona.

## Distribuzione
Il film, un cortometraggio di venti minuti, uscì nelle sale cinematografiche statunitensi il 4 novembre 1914, distribuito dall'Universal Film Manufacturing Company.